# Gare de Roseville
La  gare de Roseville est une gare ferroviaire des États-Unis située à Roseville en Californie; Elle est desservie par Amtrak. C'est une gare sans personnel.

## Histoire
Elle est mise en service en 1994.

## Service des voyageurs

### Desserte
- Lignes d'Amtrak[1] :
  - Le California Zephyr: Emeryville - Chicago
  - Le Capitol Corridor: San Jose - Auburn